# Leštění drahých kamenů

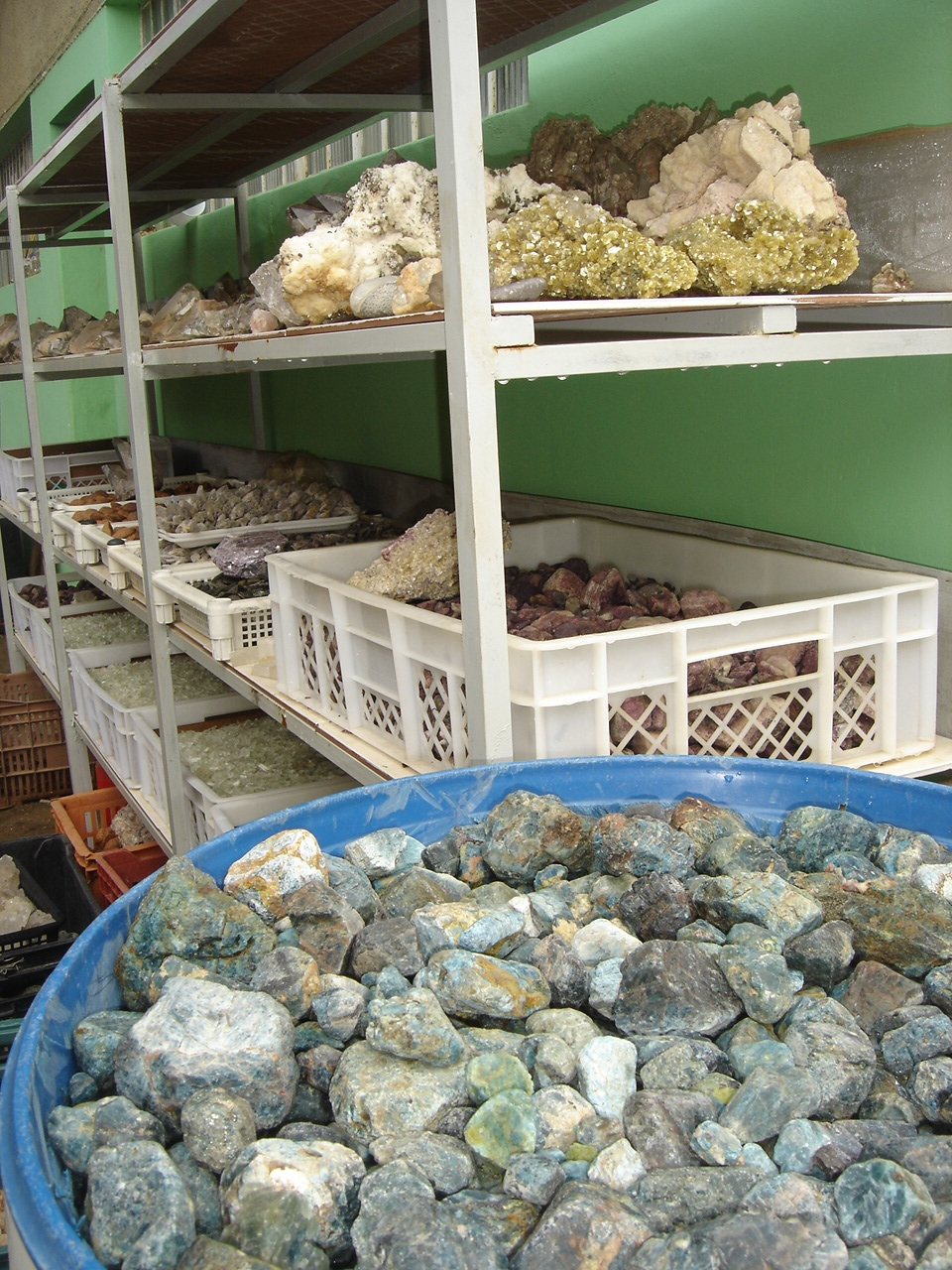
Surové minerály připravené na řezání a leštění

Leštění drahých kamenů patří mezi základní proces zušlechťování drahých kamenů. 
V praxi postupujeme velice podobně jako při broušení.
Lesk a  třpyt kámen získá použitím brusiva, či prášku. Lesk může být: diamantový,  kovový, či skelný.
- Leštit se dá prakticky na čemkoli např. na kůži, korku, dřevu, či plsti.
- Příklady leštiv: Oxid chromitý (Cr2O3), oxid cíničitý (SnO2), oxid zinečnatý (ZnO), či oxid železitý (Fe2O3).

Maximální míra nerovnosti povrchu, by před leštěním neměla přesahovat 4 mikrometry.